# Kevin Hardy
Kevin Lamont Hardy (Evansville, 24 luglio 1973) è un ex giocatore di football americano statunitense che ha giocato nel ruolo di linebacker nella National Football League (NFL). Fu scelto nel corso del primo giro (2º assoluto) del Draft NFL 1996 dai Jacksonville Jaguars. Al college giocò a football all'Università dell'Illinois

## Carriera

### Jacksonville Jaguars
Hardy fu scelto come secondo assoluto dai Jacksonville Jaguars nel Draft 1996. Firmò un contratto di sei anni del valore di 14,8 milioni di dollari, inclusi sei milioni di bonus alla firma. Rimase sei stagioni con i Jaguars, raggiungendo per quattro volte i playoff e venendo inserito nella formazione ideale dei rookie nel 1996. Nel 1998, Hardy stabilì il primato di franchigia con 186 tackle. L'anno successivo guidò i linebacker della AFC con 10,5 sack e ancora i Jags con 153 tackle. Per queste prestazioni fu convocato per il Pro Bowl e inserito nel First-team All-Pro. Nel 2001, Hardy si infortunò al ginocchio nella nona gara della stagione, in quella che fu la sua ultima gara coi Jaguars.

### Dallas Cowboys
Hardy firmò coi Dallas Cowboys il 14 aprile 2002 un contratto annuale del valore di 2,5 milioni di dollari. Giocò per un solo anno a Dallas classificandosi al terzo posto della squadra con 75 tackle.

### Cincinnati Bengals
Hardy firmò un contratto quadriennale del valore di 14 milioni di dollari con i Cincinnati Bengals il 6 marzo 2013. Vi giocò per due stagioni, classificandosi secondo nella squadra con 99 tackle nel 2003. Si ritirò dopo la stagione 2004.

## Palmarès
- Convocazioni al Pro Bowl: 1

1999
- First-team All-Pro: 1

1999

## Statistiche
| Tackle     | 741  |
| Sack       | 36,0 |
| Intercetti | 5    |